# کوه تاکاماتسو (شهر آتسوکی)
تاکاماتسو یاما (به ژاپنی: 高松山 Takamatsu-yama) در استان کاناگاوا (神奈川県) و نزدیک شهر آتسوگی (厚木市) قرار دارد. ارتفاع این کوه ۸۰۱ متر است. این کوه یکی از کوه‌های تشکیل دهندهٔ منطقه کوهستانی تانزاوا (丹沢山地) محسوب می‌شود و در قسمت شرقی آن واقع است.